# 愛の妖精ぷりんてぃん
愛の妖精ぷりんてぃん（あいのようせいぷりんてぃん）は未女子日女により考案されたキャラクターである。

## 概要
ハートを二つ組み合わせた形状であり、心と心が結びついた時に発生する心の中に眠る純粋な愛の妖精という設定である。公式サイトにおいて未女子日女自身の顔写真と肉声が公開される衝撃的なページ構成や破格の値段のぷりんてぃんのお守りが特徴的だったため、2ちゃんねるやYahoo!掲示板などで紹介された2004年秋を契機に年間100万アクセスを超える人気を集めた。なお、ウェブページ自体は未女子日女の3人の息子により彼女の作品を元にして製作された。インターネットサイトニコニコ動画において2007年秋頃まで毎週木曜日（第27回以降は毎週金曜日）に『週間ぷりんてぃん』が配信された。

### 未女子日女
未女子日女（みめこひめ、本名：星野 韶子（ほしの しょうこ）、1943年10月30日 - ）が考案者・公式サイトの運営者である。北海道出身。中央大学法学部法律学科卒業。結婚後、3人の息子を出産し、その子供たちを寝かす際に創作した物語が「ぷりんてぃん」とされる。2005年、PHP研究所より著書『愛と幸せの妖精 ぷりんてぃん』 (ISBN 4569646875) が発行された。

### キャラクター
ぷりんてぃん
ハートを二つ組み合わせた妖精。
ミーちゃん
10歳の少女。毛髪は黄色。目の色は茶色。
みよちゃん
年齢不詳。毛髪は黒。目の色は黒。ピンクのリボンを付けている。